# Estación Limarí
Limarí fue una estación de ferrocarril que se hallaba al norte de la localidad homónima, dentro de la comuna de Ovalle, en la Región de Coquimbo de Chile. Fue parte del Ramal Tongoy-Ovalle y actualmente se encuentra inactiva, con las vías levantadas.

## Historia
El 18 de marzo de 1909 llegó a la ciudad el primer tren proveniente de Tongoy como parte de la extensión del ramal que conectaba con Ovalle; hasta antes de esa fecha los trenes llegaban solamente hasta la estación Trapiche.
La estación se encontraba a una altitud de 166 m s. n. m. según Enrique Espinoza (1897), sin embargo José Olayo López (1910) señala que se encontraba a 116,2 m s. n. m., mientras que Santiago Marín Vicuña (1916) señala una altura de 164 m s. n. m.
La estación dejó de prestar servicios cuando fue clausurada junto con el resto del ramal en 1938 y las vías fueron levantadas.